# Чумбылат (гора)
Чумбыла́т (мар. Чумбылат курык) — высокий, острый, как клин, известняковый утёс в скальном массиве на левом берегу реки Немда, принадлежащем к возвышенности Вятский Увал и находящемся в Советском районе Кировской области.
Гора — почитаемая языческая святыня марийцев, легендарная могила марийского князя Чумбылата. Древнейшее известие о нём — у путешественника Адама Олеария (1636 год). С одной стороны — глубокая пропасть. У подножия скалы и на крутых спусках была вырублена аккуратная лестница. Алтарь, где возжигался главный костёр, помещался налево от лестницы, в сторону сухого оврага, и представлял собой огромный кубической формы камень. Он был гладко обтёсан и нависал над оврагом.
В 1830 году по указанию министра внутренних дел А. А. Закревского, к которому поступило обращение Святейшего Синода, гора была взорвана. В горе были пробиты 3 шурфа, заложены бочки с порохом. В результате взрыва гора была расколота на огромные куски, часть которых упала в реку. Один из исполнителей акции, местный русский крестьянин Никита Афанасьев, описал событие следующим образом:
…Ах, милый барин! Что вышло-то только, даже жуть берёт!.. Какое, скажу тебе, было тут угожее место, а что теперь стало? И не пойму я, хороший ты мой, к чему это было сделано? Никому черемисы не вредили, молились себе тихо и смирно, коли приезжали сюда… А тут, обсказывали, главному нашему архирею понадобилось, чтобы этого кереметища не было. Слышно было, что большая после того у черемис завируха вышла: больно им жаль было, что мольбище ихнее порохом испортили. Ну, и пошли у них бунты с этого самого дела, потому голодные годы настали…
Крупные моления на горе Чумбылат были возобновлены в 1993 году. Святилище чтится как марийцами, так и удмуртами.